# 25477 Preyashah
A 25477 Preyashah (ideiglenes jelöléssel 1999 XC44) a Naprendszer kisbolygóövében található aszteroida. A LINEAR projekt keretében fedezték fel 1999. december 7-én.